# Leiopotherapon aheneus
Leiopotherapon aheneus är en fiskart som först beskrevs av Mees, 1963.  Leiopotherapon aheneus ingår i släktet Leiopotherapon och familjen Terapontidae. IUCN kategoriserar arten globalt som nära hotad. Inga underarter finns listade i Catalogue of Life.